# 七穂せい
七穂 せい（ななお せい）は、日本の女性漫画家。
CLAMPの元メンバー。

## 作品

### 小説
- 仮想楽園 空明の箱庭（1996年、大洋図書 ミリオン出版）[1]
- フィシュテイル・トライアングル（1997年、大洋図書 ミリオン出版）[2]